# Kleinaitingen
Kleinaitingen – miejscowość i gmina w Niemczech, w kraju związkowym Bawaria, w rejencji Szwabia, w regionie Augsburg, w powiecie Augsburg, wchodzi w skład wspólnoty administracyjnej Großaitingen. Leży około 18 km na południe od Augsburga.

## Polityka
Wójtem gminy jest Franz Schäfer, rada gminy składa się z 12 osób.
|      | CSU/UW | FW/FWV | Razem |
| 2008 | 6      | 6      | 12    |
| 2002 | 6      | 6      | 12    |